# Odoardo Fialetti
Odoardo Fialetti dit Édouard Viallet (1573-1638) est un peintre et graveur italien de l'époque renaissante tardive.

## Biographie
Né à Bologne, fils posthume d'un certain Dottore Odoardo, qui selon le Bénézit serait né à Beaufort-sur-Doron et exerçait la profession d'avocat.
Le jeune-homme entre comme jeune apprenti dans l'atelier de Giovanni Battista Cremonini. Il part en voyage ensuite pour Rome afin de compléter sa formation, puis, au bout de neuf ans, s'installe à Padoue puis Venise, pour travailler dans l'atelier du Tintoret. Après la mort de ce dernier en 1594, il travaille aux côtés de Palma il Giovane, Domenico Tintoretto et Sante Peranda, peintres qui vont jeter les bases du baroque, tout en perpétuant la tradition vénitienne maniériste tardive.
De 1604 à 1612, il est membre de la confrérie vénitienne Fraglia dei Pittori. Il a entre autres pour élève Marco Boschini.
À Venise même, il exécute une peinture représentant Sainte Agnès pour l'église San Nicolò da Tolentino et une composition inspirée d'un épisode de la vie de saint Dominique (« le paiement du passeur ») pour la sacristie de la basilique San Zanipolo. On compte aussi quatre portraits de doges conservés dans la Royal Collection à Hampton Court.
Son activité de graveur est beaucoup plus importante. Sont répertoriées pas moins de 240 estampes, dont certaines reprennent des thèmes à Agostino Carracci. Sa production, qui couvre à la fois des traductions et des sujets de sa propre invention, va du thème religieux au grotesque et au mythologique. Ses réalisations ont été largement repris par les ornemanistes. Fin XVIIe siècle, ses nombreux motifs commencent à être reproduits avec succès sur la faïence de Nevers.
Le manuel d'anatomie intitulé Il vero modo et ordine per dissegnar tutte le parti et membra del corpo humano publié une première fois en 1608, est illustré des gravures de Fialetti.
Il meurt à Venise, probablement en 1638.

## Galerie

Œuvres d'Odoardo Fialetti
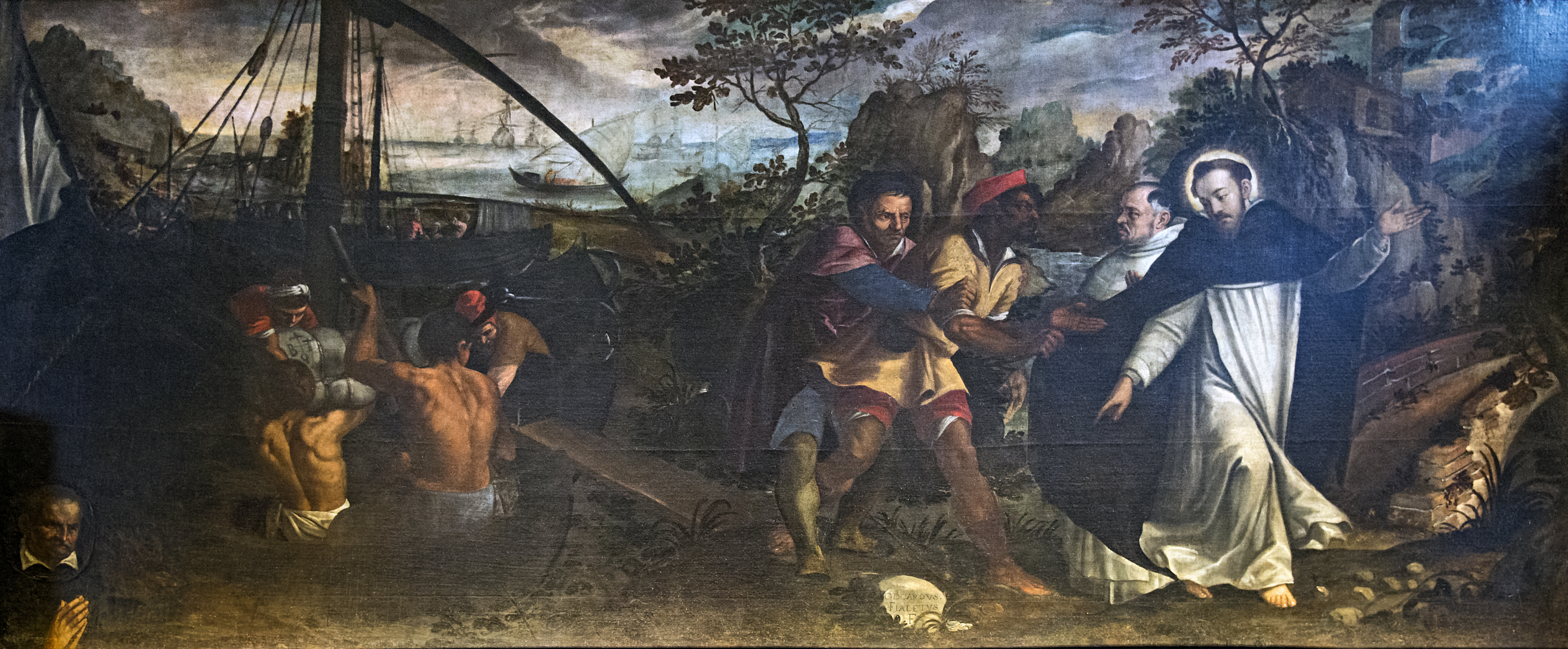
Pagamento del traghettatore, Venise, Santi Giovanni e Paolo.
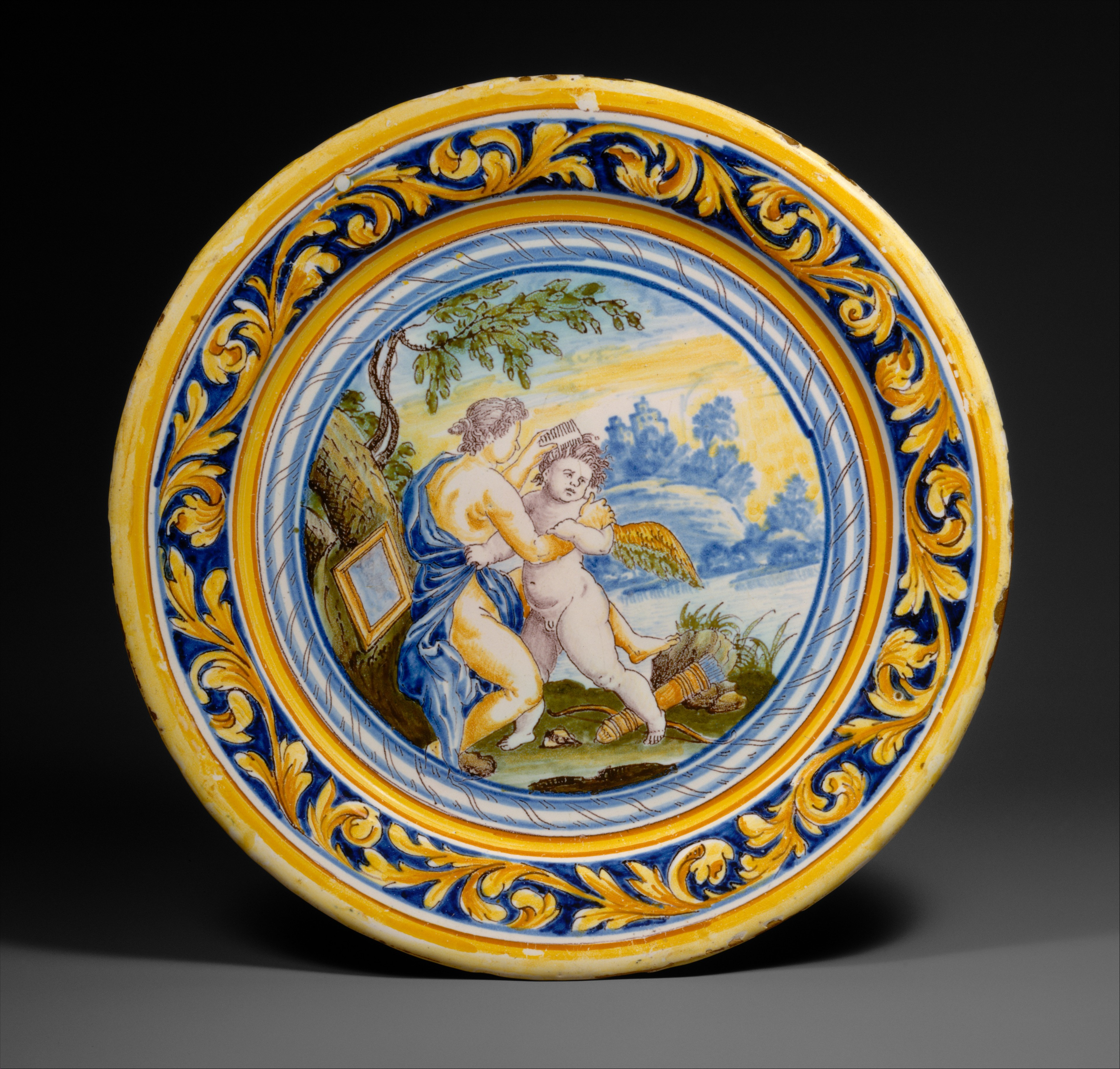
Assiette, faïence de Nevers, fin XVIIe, MET.
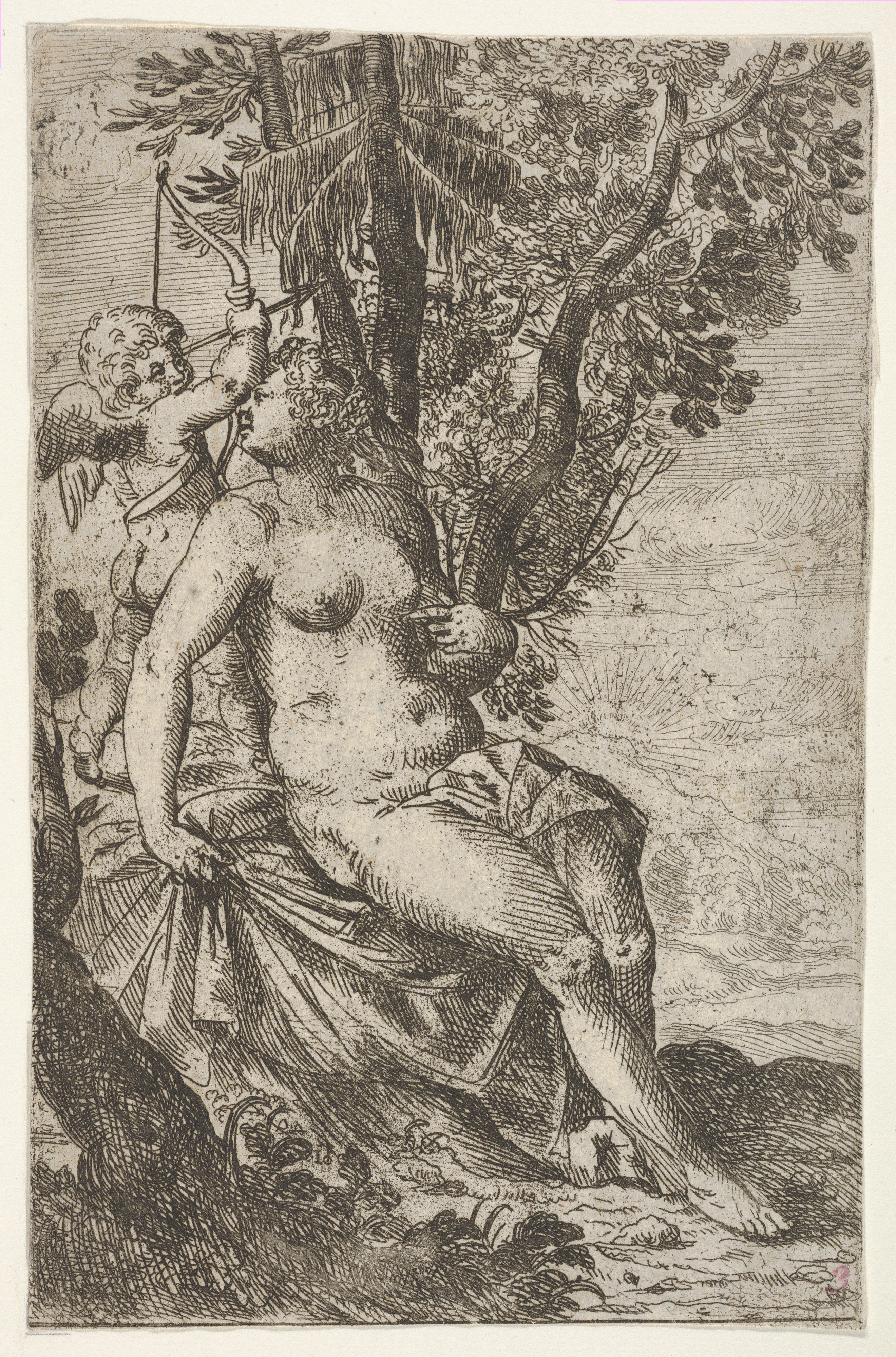
Cupidon et Vénus, estampe tirée de la série Scherzi d'amore (1617).
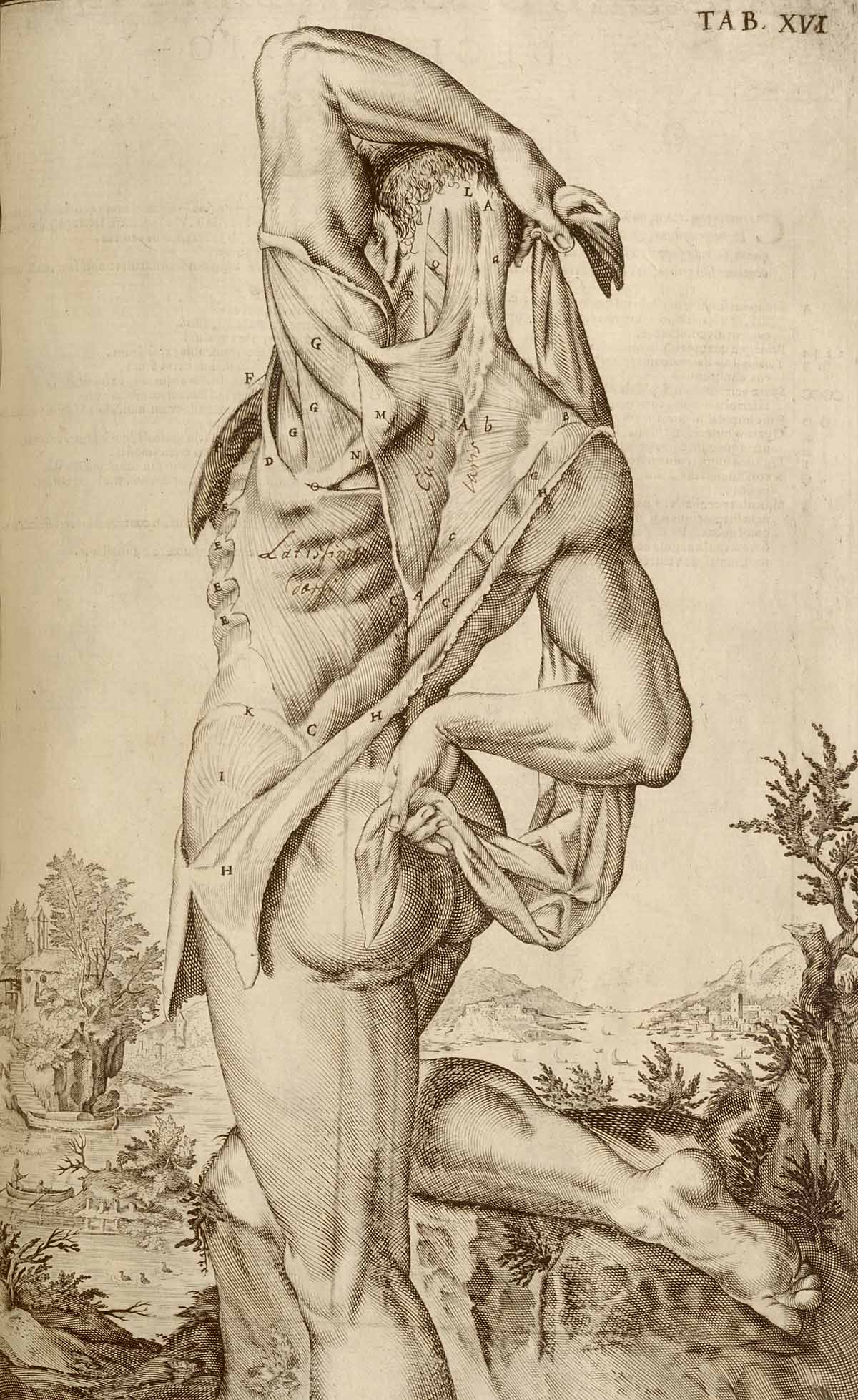
Planche issue de la Tabulae Anatomicae de Giulio Cesare Casseri (1627).